# حسین (روسیه)
حسین (به لاتین: Khusain) یک منطقهٔ مسکونی در روسیه است که در باشقیرستان واقع شده‌است.